# Jack Boothway
John Boothway (4 tháng 2 năm 1919 – 1979) là một cầu thủ bóng đá người Anh.
Ông thi đấu cho Manchester City, Crewe Alexandra, Wrexham và Mossley. Ông trở thành huấn luyện viên Mossley trước khi tiếp quản Northwich Victoria năm 1955, ở lại đến năm 1957, sau đó là ở Runcorn Linnets từ năm 1961 đến năm 1971.